# Spiroctenus coeruleus
Spiroctenus coeruleus is een spinnensoort in de taxonomische indeling van de bruine klapdeurspinnen (Nemesiidae).
Spiroctenus coeruleus werd in 1952 beschreven door Lawrence.